# Midt- og Vestjyllands Jernbanemuseum
Midt- og Vestjyllands Jernbanemuseum er et jernbanemuseum, der ligger i Struer. Museet har til huse i DSB's tidligere godsekspedition ved Struer Station. Det blev indviet 10. oktober 2015 af folketingsmedlem Kristian Pihl Lorentzen og borgmester Mads Jakobsen.
Museets samlinger omfatter både tog og genstande fra stationer og jernbaner. Indenfor i den gamle godsekspedition er der blandt andet udstillet skinnecykler, bagagevogne, sikringsanlæg, skilte og værktøj. Desuden er der indrettet et stationskontor og et postkontor. Udenfor er der udstillet forskellige lokomotiver og vogne. Her kan de besøgende for eksempel se sig om i en liggevogn, en postvogn og en hjælpevogn. Desuden kan de se diesellokomotivet MX 1035, der var opstillet ved Havne Allé i byen fra 1992 til 2014, men som efter en udvendig restaurering nu indgår som en del af museet.
Museets genstande er blevet indsamlet fra Midt- og Vestjylland af en støtteforening. Støtteforeningen samarbejder med Struer Museum, som jernbanemuseet er en del af.